# Bazilika San Vitale
Bazilika San Vitale je cerkev v Raveni v Italiji in eden najpomembnejših ohranjenih primerov zgodnjekrščanske bizantinske umetnosti in arhitekture v Evropi. Rimskokatoliška cerkev je stavbo označila za baziliko, častni naslov je pripadel cerkvenim zgradbam izjemnega zgodovinskega in cerkvenega pomena, čeprav arhitekturno ni bazilika. Gre za eno od osmih struktur v Raveni, ki so vpisane na Unescov seznam svetovne dediščine.

## Zgodovina
Cerkev je začel graditi škof Eklezij leta 526, ko je bila Ravena pod vlado Ostrogotov, dokončal pa jo je 27. škof Maksimijan Ravenski leta 547 pred bizantinskim eksarhatom Ravena.
Gradnjo cerkve je sponzoriral Julius Argentarius, bankir in arhitekt, o katerem je znanega zelo malo, le da je približno istočasno sponzoriral tudi gradnjo bazilike sv. Apolinarija v Classeju . (Med dvorjani na Justinijanovem mozaiku je morda portret donatorja Julija Argentariusa.) Končni stroški so znašali 26.000 solidov (zlatniki), enako 36,11 pds. zlata. Predpostavlja se, da je Julijan izviral iz vzhodnega dela Bizantinskega cesarstva, kjer je obstajala dolgoletna tradicija javnih donacij.
Osrednji obok je uporabljal zahodno tehniko votlih cevi, vstavljenih druga v drugo, ne pa opeke. Ta metoda je bila prva zabeležena strukturna uporaba terakota oblik, ki so se kasneje razvile v sodobne strukturne glinene ploščice. Ambulatorij in emporo so obokali šele v srednjem veku. 
Baročne freske na kupoli sta naredila med letoma 1778 in 1782 S. Barozzi, U. Gandolfi in E. Guarana .

## Arhitektura
Cerkev ima osmerokotni tloris. Stavba združuje rimske elemente (kupolo s premerom 15,70 m, obliko vrat in stopničaste stolpe) z bizantinskimi elementi (poligonalna apsida, kapiteli, ozke opeke in zgodnji primer ločnih opornikov). Cerkev je najbolj znana po bogastvu bizantinskih mozaikov, največjih in najbolje ohranjenih zunaj Konstantinopla (danes Carigrad; turško Istambul). Cerkev je v bizantinski umetnosti izrednega pomena, saj je edina večja cerkev iz obdobja cesarja Justinijana I., ki je do danes ostala skoraj nedotaknjena. Poleg tega naj bi odražala zasnovo sprejemne dvorane bizantinske cesarske palače, od katere sploh ni nič ohranjeno. Zvonik ima štiri zvonove, tenorskega iz 16. stoletja. Po legendah je bila cerkev postavljena na mestu mučeništva svetega Vitalija. Vendar pa je nekaj zmede glede tega ali gre za milanskega svetega Vitalija ali sveti Vitala, katerega truplo je odkril sveti Ambrozij v Bologni leta 393 skupaj s truplom svetega Agricole.

## Mozaiki
Osrednji del obdajata dva ambulatoriji, ki sta v nadstopju. Zgornji, matrimoneum, je bil morda rezerviran za poročene ženske. Niz mozaikov v lunetah nad triforijem prikazuje žrtve iz Stare zaveze: [6] zgodbo o Abrahamu in Melhizedeku ter o žrtvi Izakovi; zgodba o Mojzesu in gorečem grmu, Jeremiji in Izaiji, predstavnikih dvanajstih izraelskih plemen in zgodba o Abelu in Kajnu. Par angelov, ki imata medaljon s križem, krona vsako luneto. Na stranskih stenah so na vogalih poleg zamaknjenih oken mozaiki štirih evangelistov pod njihovimi simboli (angel, lev, vol in orel) in oblečeni v belo. Zlasti upodobitev leva je izjemna po svoji burnosti.
Križno rebrast obok v prezbiteriju je bogato okrašen z mozaičnimi girlandami iz listov, sadja in cvetov, ki se zlivajo na krošnjo, ki obdaja Božje Jagnje. Krono podpirajo štirje angeli, vsa površina pa je prekrita z obiljem cvetov, zvezd, ptic in živali, vključno s številnimi pavi. Nad obokom na obeh straneh dva angela držita ploščo, poleg njiju pa upodobitev mest Jeruzalem in Betlehem. Simbolizirajo človeško raso (Jeruzalem, ki predstavlja Jude, in Betlehem pogane).
Vsi ti mozaiki so izvedeni v helenistično-rimski tradiciji: živahni in domiselni, z bogatimi barvami in določeno perspektivo ter z živo upodobitvijo pokrajine, rastlin in ptic. Končani so bili, ko je bila Ravena še pod gotsko vladavino. Apsido obdajata dve kapeli, prothesis (prostor za bogoslužni pribor) in diaconicon (oblika zakristije), značilnost bizantinske arhitekture.
Znotraj je intrados velikega triumfalnega loka okrašen s petnajstimi mozaičnimi medaljoni, ki prikazujejo Jezusa Kristusa, dvanajst apostolov ter svetega Gervazija in svetega Protasija, sinova svetega Vitala. Teofanija (pojav božanstva človeku)  se je začela leta 525 pod škofom Eklezijem. Ima krasno zlato fascijo z rožicami, ptiči in rogovi. Prikaže se Jezus Kristus, sedeč na modrem globusu v vrhu oboka, oblečen v vijolično, z desnico pa svetemu Vitaliju prinaša mučeniško krono. Na levi strani škof Eklezij daruje model cerkve.

### Justinijan in Teodora
V vznožju stranskih zidov apside sta dve znani mozaični plošči, dokončani leta 547. Na desni je mozaik, ki prikazuje vzhodno rimskega cesarja Justinijana I., oblečenega v škrlat z zlatim svetniškim sijem, kako stoji poleg dvornih uradnikov, škofa Maksimijana, palatinske  (Scholae Palatinae) straže in diakonov. Svetniški sij okoli njegove glave mu daje enak izgled kot Kristus v kupoli apside, vendar je del tradicije upodabljanja cesarske družine s svetniškimi siji, ki jih Ernst Kantorowicz opisuje v Kraljevih dveh telesih. Sam Justinijan stoji na sredini, z vojaki na desni in duhovščino na levi strani, kar poudarja, da je Justinijan voditelj tako cerkve kot države - svojega cesarstva. Poznejša vstavitev imena škofa Maksimijana nad glavo kaže, da je bil mozaik morda spremenjen leta 547, kar je nadomeščalo predstavitev prejšnjega škofa. 
Zlato ozadje mozaika kaže, da sta Justinijan in njegova okolica znotraj cerkve. Figure so postavljene v obliko V; Justinijan je postavljen spredaj in na sredino, da pokaže svoj pomen škofu Maksimijanu na levi in manjšim osebam, ki so postavljene za njima. To postavitev je mogoče videti skozi prekrivajoča se stopala posameznikov v mozaiku. 
Na drugi plošči je cesarica Teodora slovesna in formalna, z zlatim svetniškim sijem, krono in dragulji ter skupino dvornih žensk in tudi evnuhov. Cesarica drži evharistično posodo za vino, njena plošča pa se razlikuje od Justinijanove po tem, da ima bolj zapleteno ozadje z vodnjakom, kupolo in razkošno draperijo.

## Galerija
- Tloris stavbe
- Mozaik v apsidi
- Cesar Justinijan in njegovo spremstvo
- Cesarica Teodora in spremstvo
- Mozaik Žrtvovanje Izaka
- Notranjost San Vitale
- Prezbiterij